# Puteaux
Pour les articles homonymes, voir Puteaux (homonymie).
Ne doit pas être confondu avec Putot.
Puteaux est une commune française sur la rive gauche de la Seine, dans le département des Hauts-de-Seine en région Île-de-France.
Dans le nord du territoire de la commune est implantée une large part du quartier d'affaires de la Défense (qui s'étend aussi sur celui de Courbevoie, Nanterre et, depuis 2010, La Garenne-Colombes) : certains des édifices les plus emblématiques de la Défense — la Grande Arche, le Centre des nouvelles industries et technologies (CNIT) et le centre commercial Les Quatre Temps — sont à Puteaux.

## Géographie

### Localisation
- 1Carte dynamique
- 2Carte OpenStreetMap
- 3Carte topographique
- 4Carte avec les communes environnantes
- 5Sur la carte de la petite couronne

Située sur la rive gauche de la Seine, la ville de Puteaux est limitrophe de Neuilly-sur-Seine et de Paris (Bois de Boulogne) côté Seine, de Courbevoie au nord (la séparation se faisant dans le quartier d'affaires de La Défense), de Nanterre à l'ouest et de Suresnes au sud. Le territoire de cette commune comprend la totalité de l'île de Puteaux (traversée par le pont de Puteaux et accessible également par la passerelle François Coty), île qui depuis 1935 est mitoyenne (par comblement d'un bras de la Seine) de l'île du Pont appartenant à Neuilly-sur-Seine (île traversée par le pont de Neuilly emprunté par la ligne 1 du métro).

### Géologie et relief
La superficie de la commune est de 319 hectares ; l'altitude varie de 29  à   78 mètres.

### Climat
Pour des articles plus généraux, voir Climat de l'Île-de-France et Climat des Hauts-de-Seine.
En 2010, le climat de la commune est de type climat océanique dégradé des plaines du Centre et du Nord, selon une étude du CNRS s'appuyant sur une série de données couvrant la période 1971-2000. En 2020, Météo-France publie une typologie des climats de la France métropolitaine dans laquelle la commune est exposée à un climat océanique altéré et est dans la région climatique Sud-ouest du bassin Parisien, caractérisée par une faible pluviométrie, notamment au printemps (120 à 150 mm) et un hiver froid (3,5 °C).
Pour la période 1971-2000, la température annuelle moyenne est de 12,2 °C, avec une amplitude thermique annuelle de 15,2 °C. Le cumul annuel moyen de précipitations est de 647 mm, avec 10,6 jours de précipitations en janvier et 7,8 jours en juillet. Pour la période 1991-2020, la température moyenne annuelle observée sur la station météorologique la plus proche, située à Bonneuil-en-France à 17 km à vol d'oiseau, est de 12,1 °C et le cumul annuel moyen de précipitations est de 616,3 mm,. Pour l'avenir, les paramètres climatiques de la commune estimés pour 2050 selon différents scénarios d'émission de gaz à effet de serre sont consultables sur un site dédié publié par Météo-France en novembre 2022.

### Voies de communication et transports

#### Voies routières

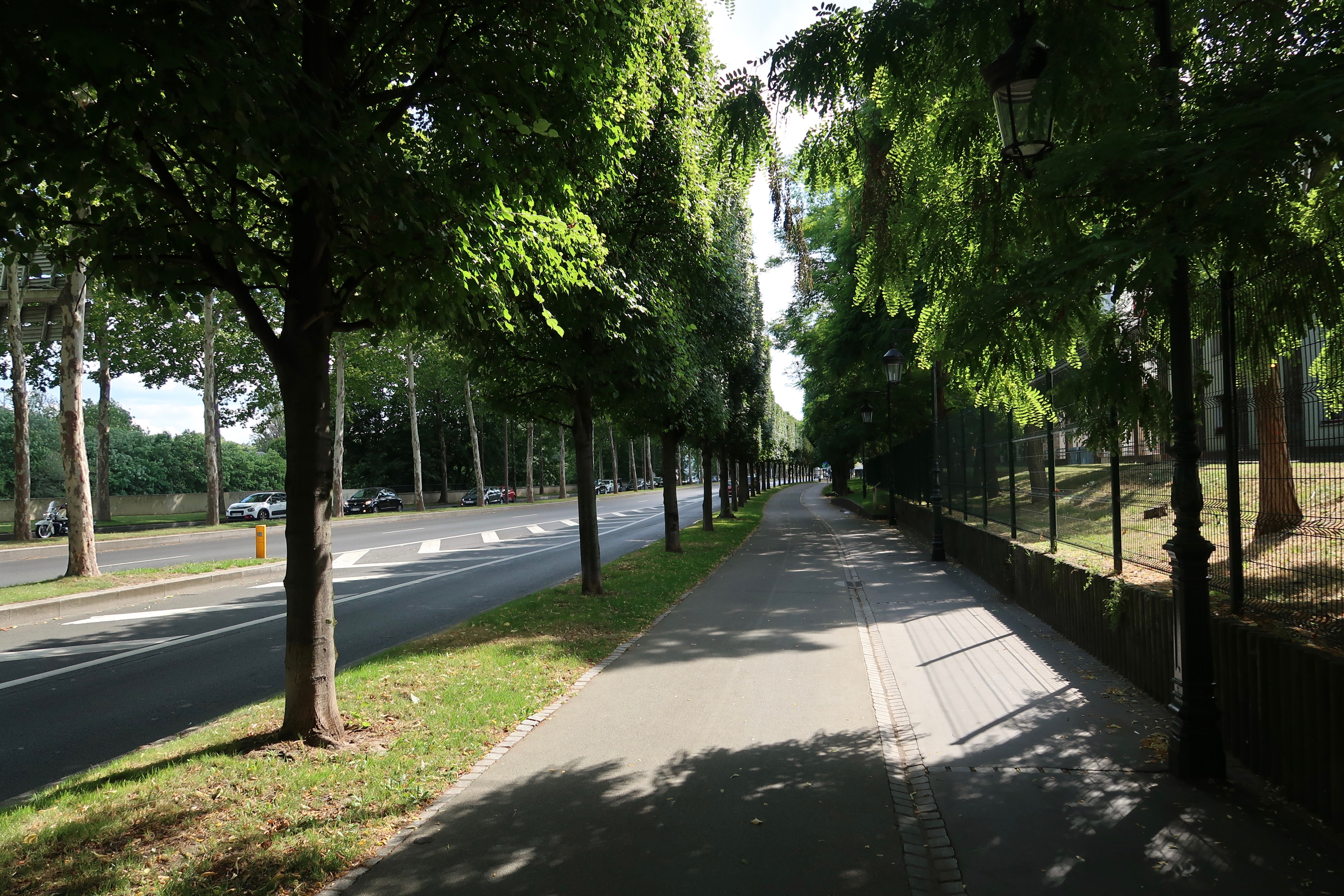
Quai de Dion-Bouton, le long de la Seine.

La ville de Puteaux est desservie par la route nationale 13, qui lui donne un accès direct à Paris (Porte Maillot), via Neuilly-sur-Seine. Sur les berges de la Seine, la route départementale 7 permet de connecter Puteaux aux communes du nord et du sud des Hauts-de-Seine.
Le pont de Puteaux, qui traverse la Seine, permet un accès direct au bois de Boulogne.

#### Pistes cyclables
Peu de pistes cyclables sont disponibles dans la ville. La ville compte trois stations du système de vélos en libre service Vélib'.

#### Transports en commun

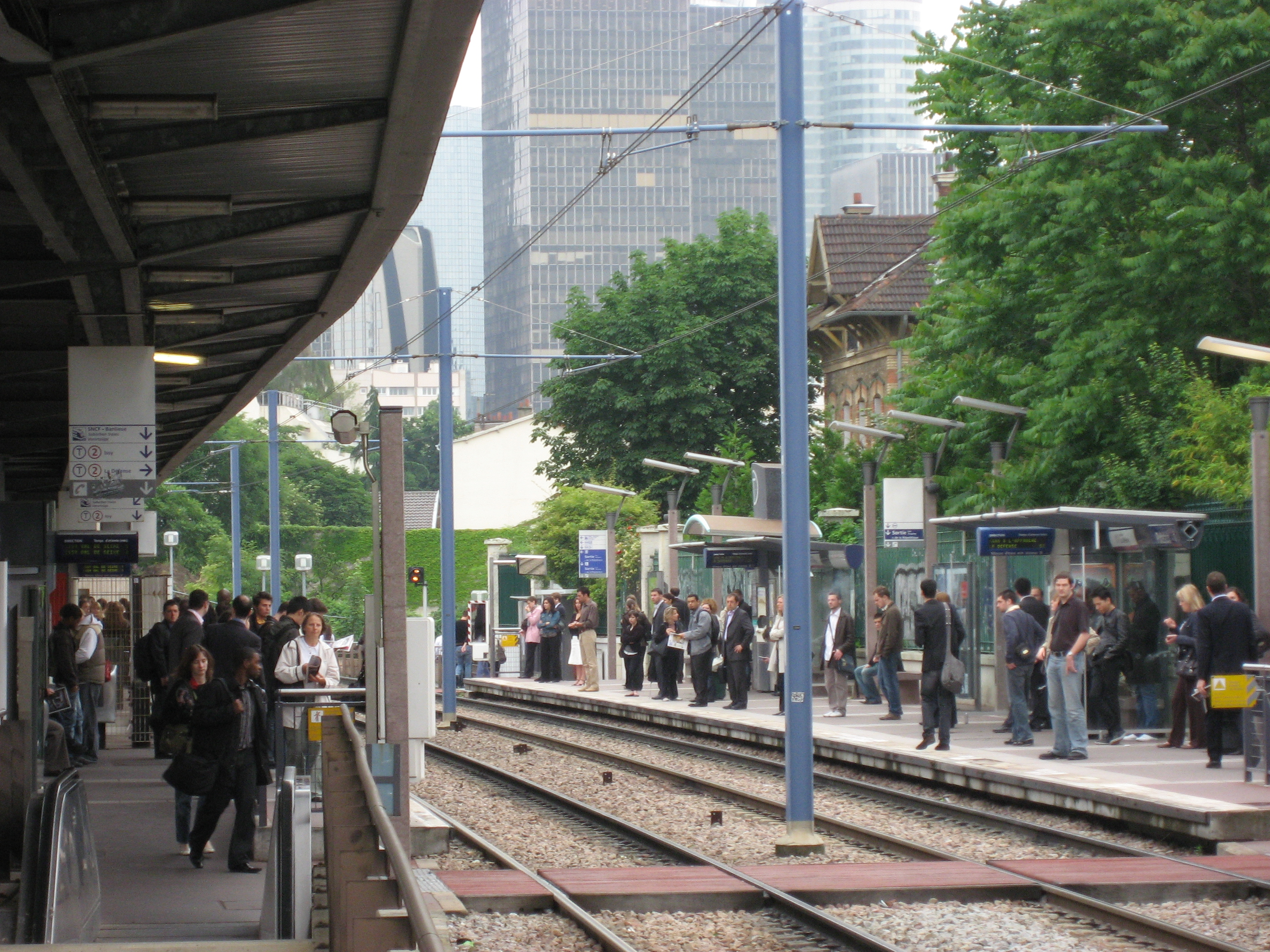
Quais du tramway T2 à Puteaux.

La commune de Puteaux est desservie par :
- Ligne 1 du métro de Paris : stations La Défense et Esplanade de la Défense.
- Ligne A du RER et Ligne E du RER : station La Défense
- Ligne 2 du tramway d'Île-de-France : stations La Défense et Puteaux
- Lignes L et U du Transilien : gares de la Défense et de Puteaux
- Nombreuses lignes du réseau de bus RATP

La ligne 1 du métro permet de relier Puteaux au quartier des Champs-Élysées en un quart d'heure et au centre de Paris (hôtel de ville) en une demi-heure. Il est accessible à partir du centre-ville de Puteaux :
- soit directement, à pied, en rejoignant le quartier d'affaires par une des passerelles ou passages qui relient Puteaux à La Défense (par exemple la passerelle des Terres Blanches ou la passerelle de l'Orme, par la rue Arago, la passerelle des Vignes, par la rue Roque-de-Fillol, ou l'escalier en haut de la rue Édouard-Vaillant),
- soit en correspondance avec le tramway ou le train depuis la gare de Puteaux,
- soit en correspondance avec les bus qui permettent de rejoindre soit la station La Défense soit la station Pont de Neuilly.

Le Transilien L et le RER A relient, eux, le quartier autour de la gare Saint-Lazare et d'Opéra.
La commune est, également, bien reliée à plusieurs grands pôles régionaux tels que Versailles-Chantiers et Saint-Quentin-en-Yvelines par le Transilien U, Issy - Val de Seine par le Tramway T2 ou Marne-la-Vallée et Cergy-Pontoise par le RER A, et bien connectée à ses plus proches voisines :
- Neuilly-sur-Seine par la ligne 1 du métro,
- Suresnes par les Transilien L et U et la ligne 2 du tramway,
- Nanterre par le RER A et par le RER E,
- Courbevoie par le Transilien L et la ligne 2 du tramway.

Enfin, la desserte locale est assurée par les bus gratuits (Buséolien 1 et Buséolien 2) disposant d'une information voyageurs en temps-réel, ainsi que par un petit train municipal pendant la saison d'été.
Depuis juillet 2009, la ville compte trois stations Vélib' dans le bas de Puteaux : une première à l'angle de la rue Jean-Jaurès et du boulevard Richard-Wallace, une deuxième en bas du boulevard Richard-Wallace, et une troisième boulevard Alexandre-Soljenitsyne. Le conseil général des Hauts-de-Seine envisage la mise en place sur son territoire d'un système similaire.

## Urbanisme

### Typologie
Puteaux est une commune urbaine, car elle fait partie des communes denses ou de densité intermédiaire, au sens de la grille communale de densité de l'Insee,,,.
Elle appartient à l'unité urbaine de Paris, une agglomération inter-départementale regroupant 411 communes et 10 785 092 habitants en 2017, dont elle est une commune de la banlieue,.
Par ailleurs la commune fait partie de l'aire d'attraction de Paris, dont elle est une commune du pôle principal. Cette aire regroupe 1 929 communes,.

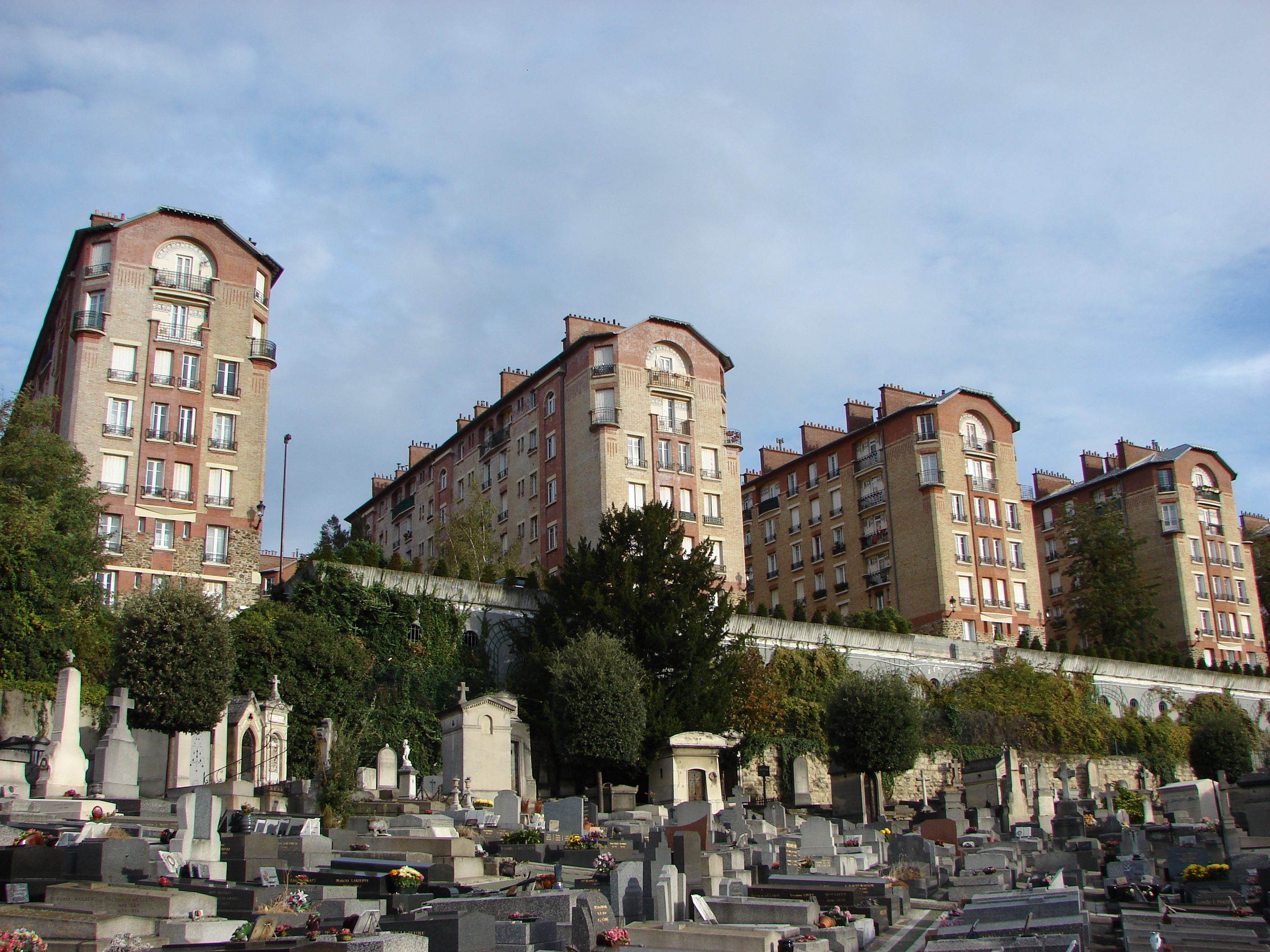
Cités du Haut de Puteaux.

### Morphologie urbaine
L’Insee découpe la commune en quatre « grands quartiers » soit Défense, Bergères, Mairie, Centre, eux-mêmes découpés en 18 îlots regroupés pour l'information statistique.
On peut distinguer plusieurs grandes zones géographiques à Puteaux :
Le « Bas de Puteaux », compris entre la ligne de chemin de fer et la Seine, est le quartier le plus anciennement urbanisé. Dans le quartier populaire du Vieux Puteaux, autour de la vieille église et du Théâtre des Hauts-de-Seine (rue Henri-Martin), plusieurs immeubles anciens privés et HLM ont fait l'objet d'opérations de rénovation (rue Benoît-Malon, rue Voltaire et rue Gerhard notamment). Dans le Bas de Puteaux se trouve également l'hôtel de ville et une zone commerçante aux alentours des rues Jean-Jaurès, Eichenberger et Chantecoq. L'hôtel de ville de Puteaux a été construit en 1934, et présente une architecture typique de cette époque (voir photo). Le boulevard Richard-Wallace se veut quant à lui une sorte de « Champs-Élysées » putéolien.
Le « Haut de Puteaux » se situe à l'ouest de la ligne de chemin de fer, sur un plateau qui a accueilli, dès le XIXe siècle, un certain nombre d'usines et de manufactures. Ces dernières ayant été démantelées à la suite du déclin industriel de la commune, le quartier a été massivement urbanisé au XXe siècle. Ainsi se côtoient des formes architecturales variées composant un paysage urbain contrasté : maisons de ville (en régression), parc social composé de bâtiments de brique typique des années 1950, résidences des années 1960-1970 et enfin copropriétés de standing édifiées après les années 1990 en lieu et place d'anciens pavillons. Les immeubles remplacent peu à peu les pavillons de banlieue et le visage de la ville a radicalement changé depuis ces quinze dernières années. La résidence HLM Lorilleux illustre bien l'histoire de ce quartier, ayant ainsi été construite à l'emplacement des anciennes usines de fabrication d'encre homonymes. Les résidences HLM des rosiers, Cartault, Marcellin-Berthelot, Bernard-Palissy ont été édifiées suivant un schéma similaire.

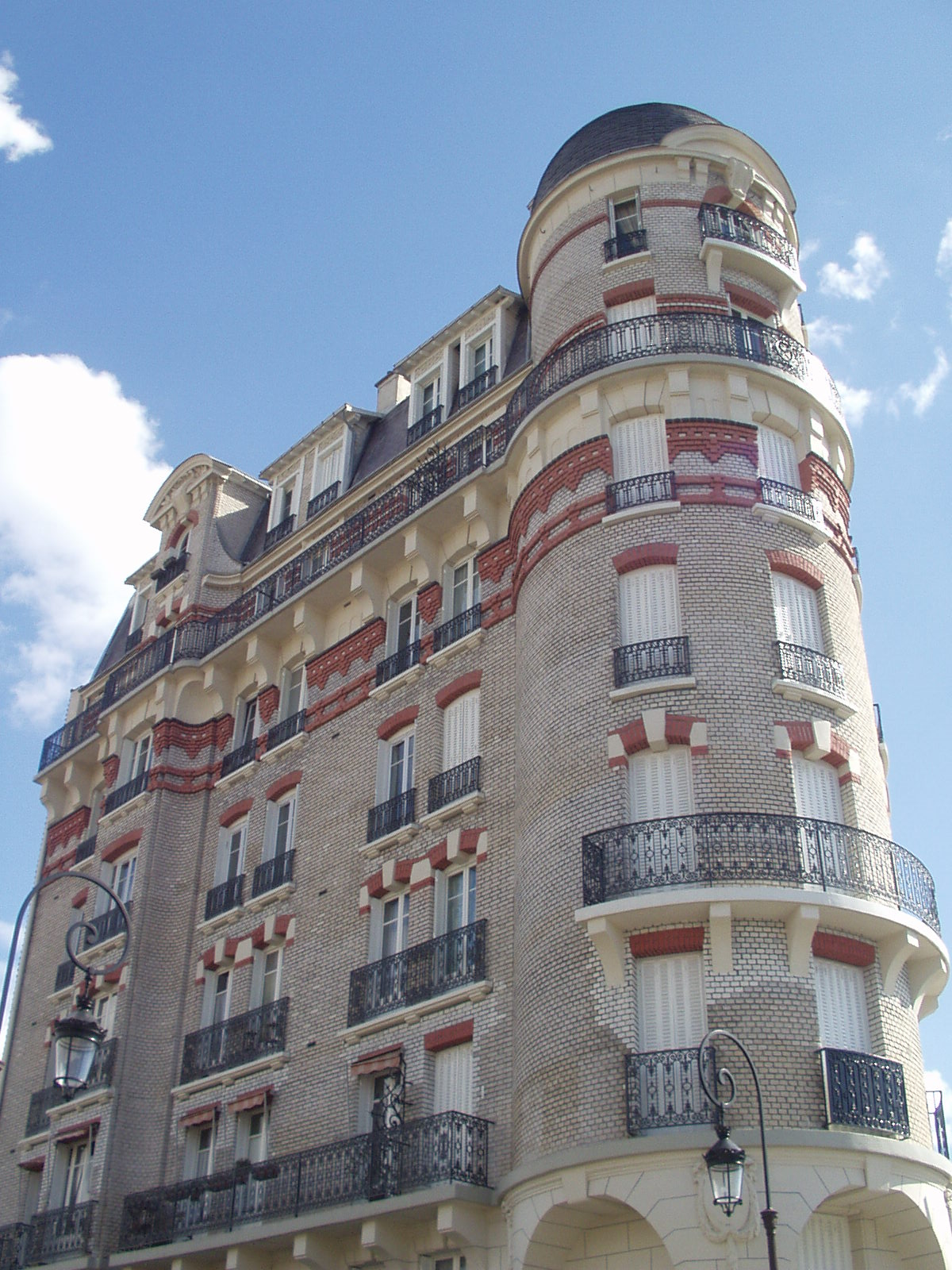
Immeuble rue Monge.

Le « quartier de la Défense » se situe au nord, son cœur est séparé des autres quartiers de Puteaux par le boulevard circulaire. Il constitue l'un des principaux quartiers d'affaires d'Europe, s'étend quasiment aux deux tiers sur le territoire de Puteaux (le reste étant partagé entre Courbevoie, Nanterre et, depuis 2010, La Garenne-Colombes). Il s'est développé depuis la fin des années 1950, un peu à l'écart du reste de la ville. Il comprend des bureaux, mais aussi des habitations (Tour Défense 2000, résidence Boieldieu, Tour Ève…). Le CNIT, l'Arche de la Défense et le centre commercial des Quatre Temps se trouvent à Puteaux.
Enfin, l'« île de Puteaux » sur laquelle il n'y a pas d'habitation, à part quelques péniches, abrite de nombreuses structures sportives (terrains de tennis, de football, gymnase, piscine intérieure et extérieure chauffée). Sur cette île se situe aussi le parc Lebaudy, connu pour sa roseraie.

### Noms des voies
Plusieurs voies de la commune ont changé de nom[Quand ?] : rue Bernard-Palissy (anciennement rue Charles-X), rue du Bicentenaire (rue du Centenaire), quai de Dion-Bouton (quai National), rue Jean-Jaurès (rue de Paris), rue Roque-de-Fillol (rue des Coutures), place Stalingrad (place du Marché), rue Lucien-Voilin (rue des Damattes), rue Marius-Jacotot (rue de la Croix), rue de Verdun (rue de Neuilly), et avenue du Général-de-Gaulle (avenue du Président-Wilson).

### Habitat
| Logements                                        | Nombre en 2016 | % en 2016 | nombre en 2011 | % en 2011 |
| ------------------------------------------------ | -------------- | --------- | -------------- | --------- |
| Total                                            | 23 542         | 100 %     | 22 960         | 100 %     |
| Résidences principales                           | 20 722         | 88,0 %    | 20 829         | 90,7 %    |
| → Dont HLM                                       | 5 865          | 28,3 %    | 5 394          | 25,9 %    |
| Résidences secondaires et logements occasionnels | 838            | 3,6 %     | 774            | 3,4 %     |
| Logements vacants                                | 1 982          | 8,4 %     | 1 356          | 5,9 %     |
| Dont :                                           |                |           |                |           |
| → maisons                                        | 688            | 2,9 %     | 759            | 3,3 %     |
| → appartements                                   | 22 631         | 96,1 %    | 21 849         | 95,2 %    |

### Projets d'aménagements
Les projets sont nombreux[Quoi ?].
Outre[Quand ?] un important programme de rénovation de son centre ancien (OPAH), la ville est engagée[Quand ?] dans l'aménagement de plusieurs ZAC (du théâtre, Cœur de ville, Pressensé, Charcot, des Bergères).
En outre, plusieurs projets concernent la zone de La Défense située sur le territoire de Puteaux, en particulier des opérations liées au recalibrage[Quoi ?] du boulevard circulaire Sud[Quand ?].

## Toponymie
Le nom de la localité est attesté sous la forme puteoli en 1113[réf. à confirmer] ou Puteolis au XIIe siècle, Putiaus (sans date).
Deux interprétations principales du toponyme Puteaux se dégagent. Il s'agit peut-être d'un latin *Putid-ellum (comprendre le gallo-roman *PUTIDELLOS au pluriel), dérivant du latin putidum, « puant », qui a donné l'ancien français putel « bourbier, mare », à savoir au pluriel putiaus « les bourbiers » ou « les mares ». On peut y voir également un latin *Puteolos « petit puits » (comprendre le gallo-roman *PUTEOLOS) avec attraction de l'ancien français puteal « qui appartient à un puits » ou « profond comme un puits » pour justifier du maintien du t sonore qui normalement aurait dû s'amuïr à l'intervocalique, cf. les Puisieux et autres Puzieux, etc. dont certains ont des formes anciennes du type Puteolis.
L'astérisque (*) utilisée devant les deux mots cités par ces deux sources indiquent qu'il n'existe aucun document ancien mentionnant ces noms communs.

## Histoire

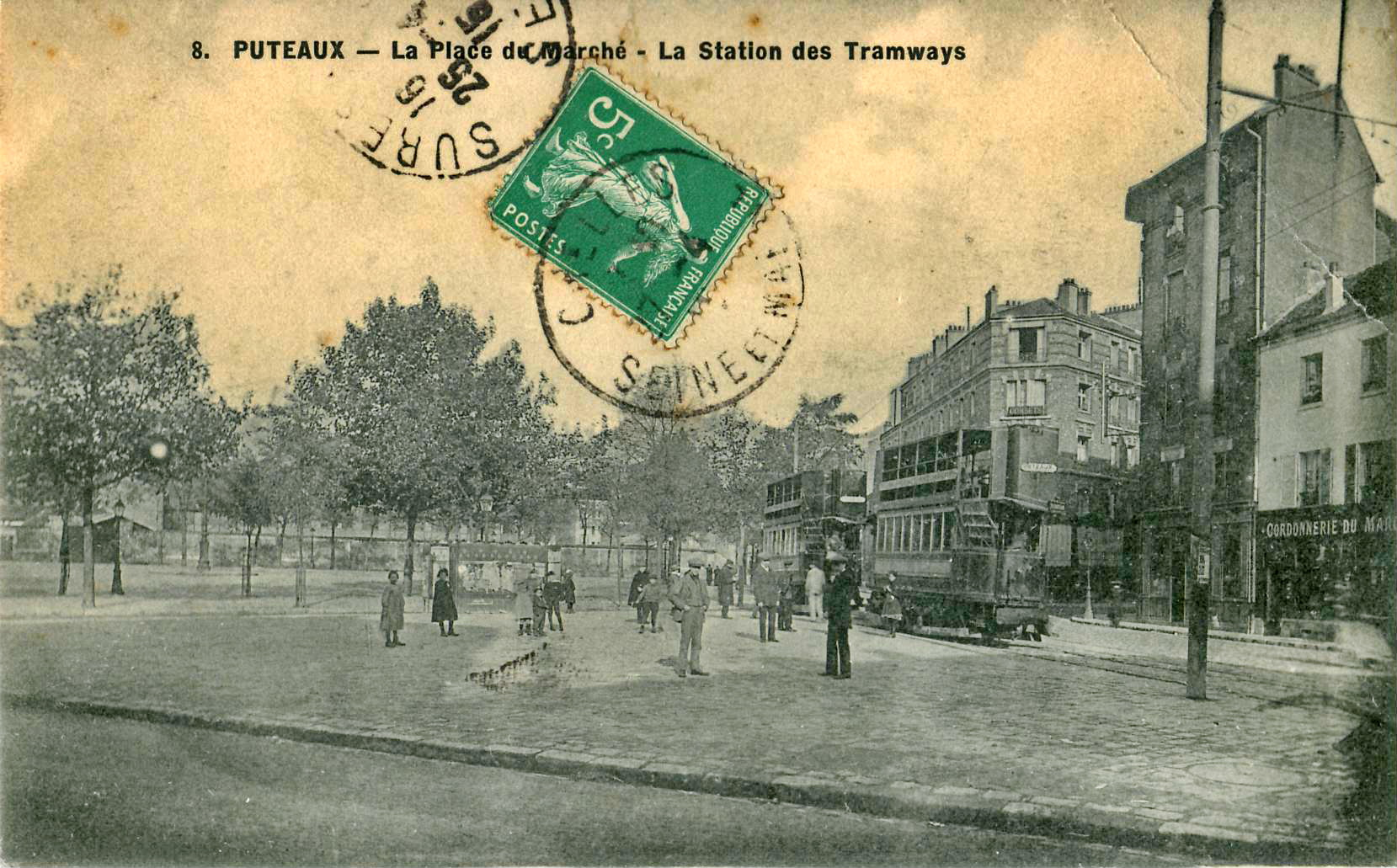
La station des tramways de Puteaux, dans les années 1910.

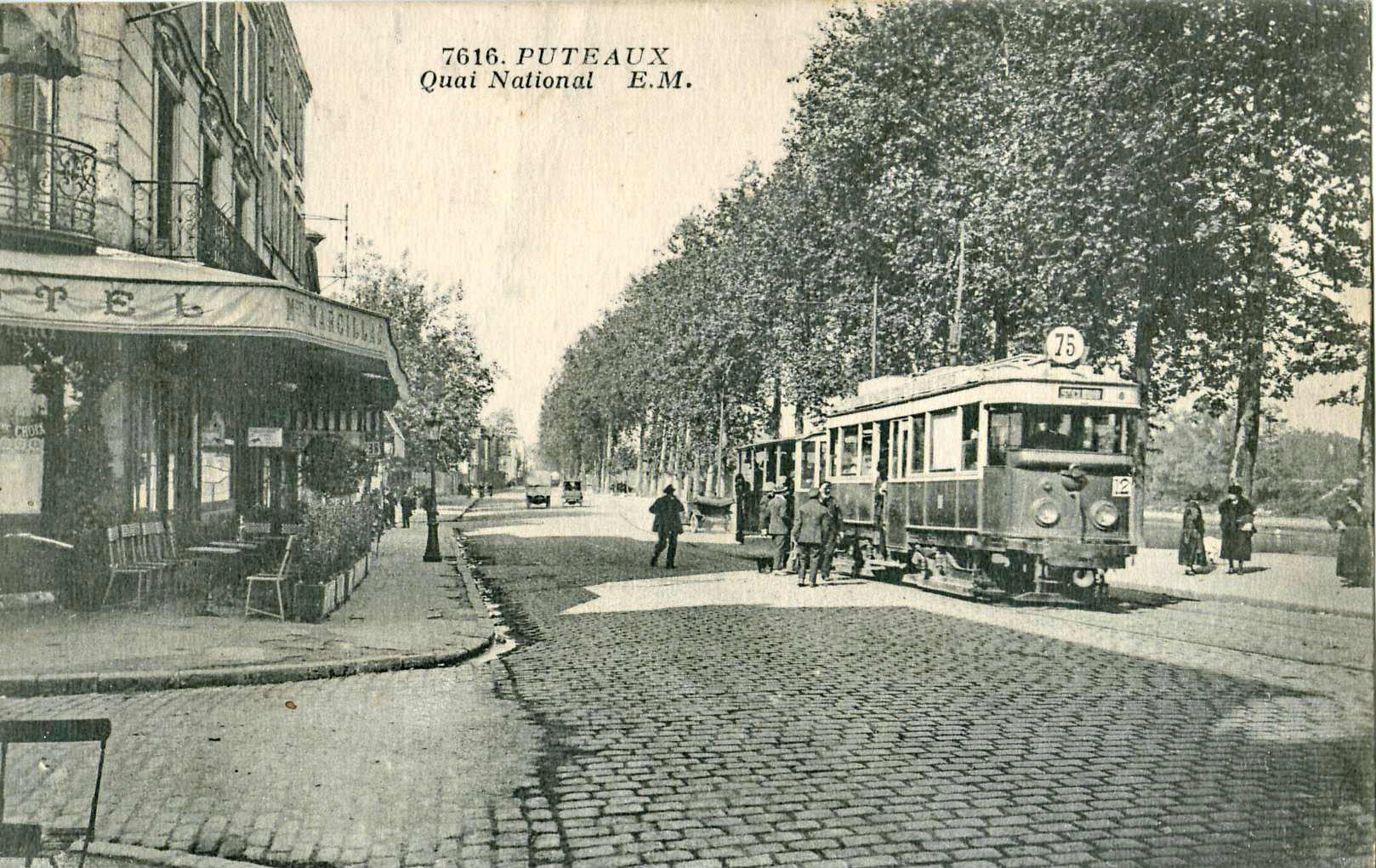
... puis par la STCRP.

Le roi de France Louis VI le Gros dote largement l'abbaye de Saint-Victor et lui donne en particulier le territoire de « Puteoli proximit nantonensi » (Puteaux à proximité de Nanterre).
En 1147 (avant de partir en croisade), le roi Louis VII le Jeune confirme par une charte cette dotation et par une autre donne à l'abbé Suger, futur régent, l'ordre de continuer son œuvre de défrichement.
En 1148, Suger crée un domaine agricole dénommé Putiauz, qui deviendra le village de Puteaux.
Le propriétaire du territoire (l'abbaye de Saint-Victor) connaît très rapidement des vicissitudes, et en 1633 elle est absorbée par la congrégation de France, avant d'être dissoute en 1790.
Les différentes interactions entre les abbayes ne permettent pas de suivre ce territoire mais on peut certifier qu'il n'appartient pas à l'abbaye de Saint-Denis car :
- lors de la résolution d'un problème d'excommunication, l'abbé de Saint-Denis est absent,
- lors de l'autorisation de la construction de l'église Notre-Dame-de-Pitié, l'abbé de Saint-Denis est absent,
- en 1691, lorsque Louis XIV s'empara de la manse de Saint-Denis pour la transférer à la maison royale de Saint Louis, il est fait allusion à une donation de Dagobert Ier, qui est un faux grotesque.

En 1698, Antoine-Charles, duc de Gramont construit une demeure à Puteaux pour s'éloigner de la Cour.
Au XIXe siècle, période où Puteaux s'industrialise fortement, comme toute la banlieue parisienne, on y cultive encore les roses. Sur l'île de Puteaux il y a une ferme modèle appartenant à M. de Rothschild ; son frère Salomon possède pour sa part un château juste à côté, à Suresnes. Pendant la répression de janvier et février 1894, la police y effectue des perquisitions visant les anarchistes qui y résident, sans réel succès,,.
Durant la crue de la Seine de 1910, Puteaux est inondée comme les villes voisines situées le long du fleuve. Le 28 janvier, le quotidien Le Matin écrit : « À Puteaux […] les égouts sont remplis à la suite des infiltrations et commencent à déborder. Les caves des maisons bordant la rive ont à l'heure actuelle 1,50 mètre d’eau ».
Durant la Seconde Guerre mondiale, Puteaux est la cible de bombardements aériens alliés, visant notamment les usines fournissant du matériel militaire aux forces armées de l'occupant allemand.
Sous son mandat de maire entre 1969 et 2004, Charles Ceccaldi-Raynaud transforme profondément Puteaux. Après avoir été une banlieue ouvrière, celle-ci devient, comme de nombreuses communes du département à la même période, l'une des plus aisées de l'ouest de Paris, notamment grâce aux taxes perçues sur le nouveau quartier de La Défense. Cela lui permet de bénéficier d'un grand nombre d'employés municipaux et de logements sociaux, alimentant les soupçons de clientélisme.

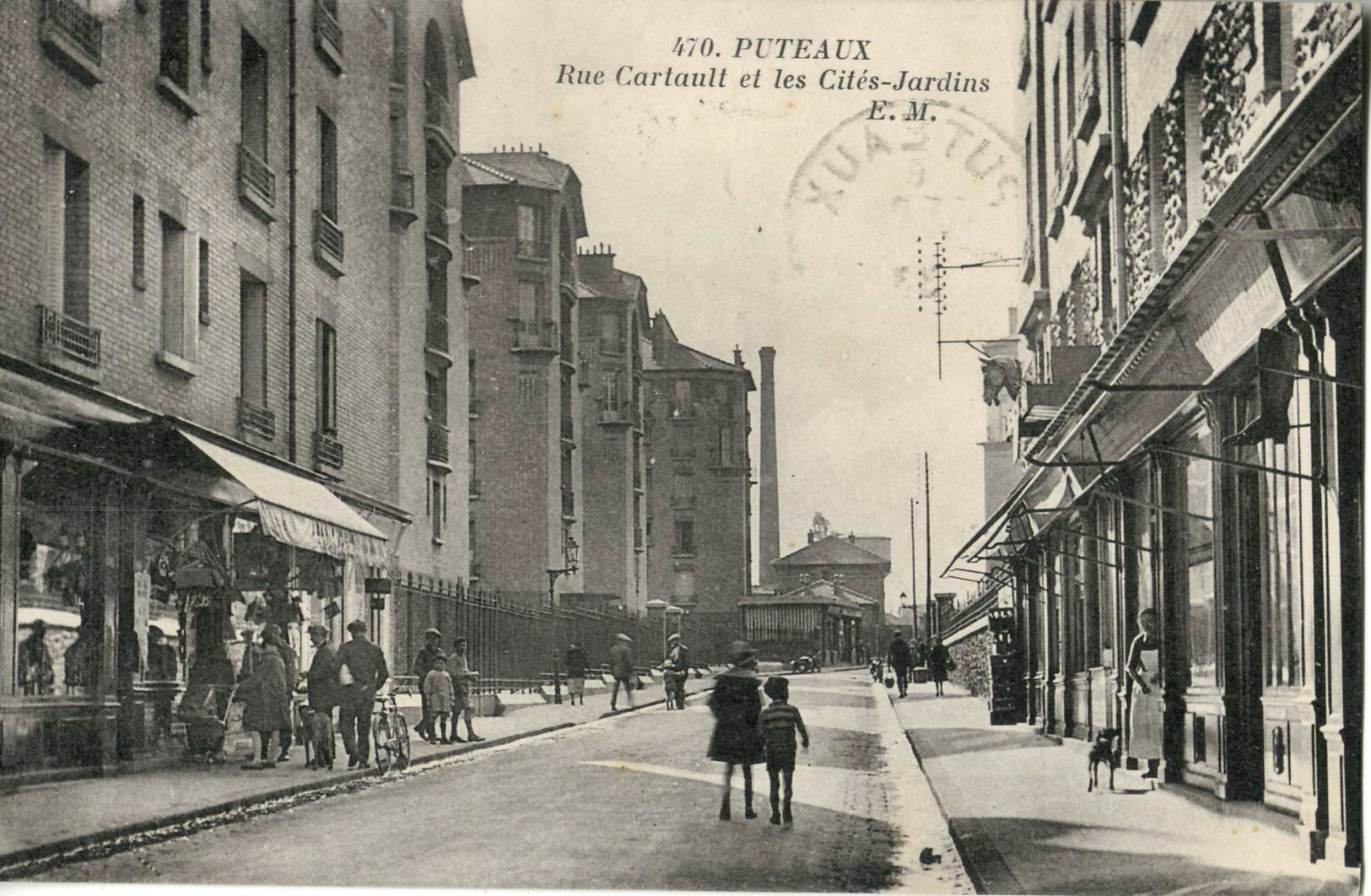
La cité-jardin des Hauts de Puteaux, au début des années 1930.
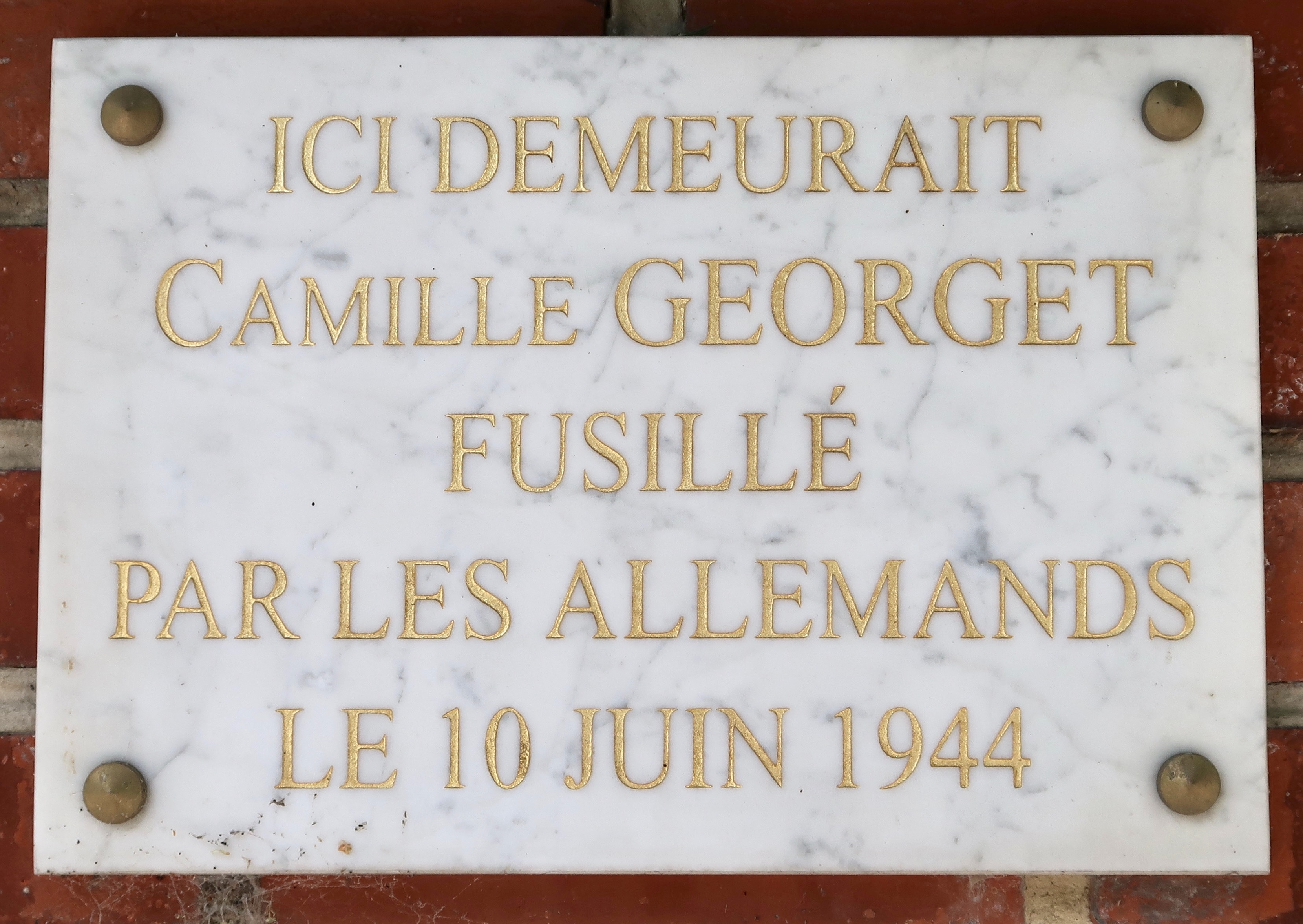
Plaque 30 rue Cartault en hommage à Camille Georget, fusillé par les Allemands le 10 juin 1944[29].
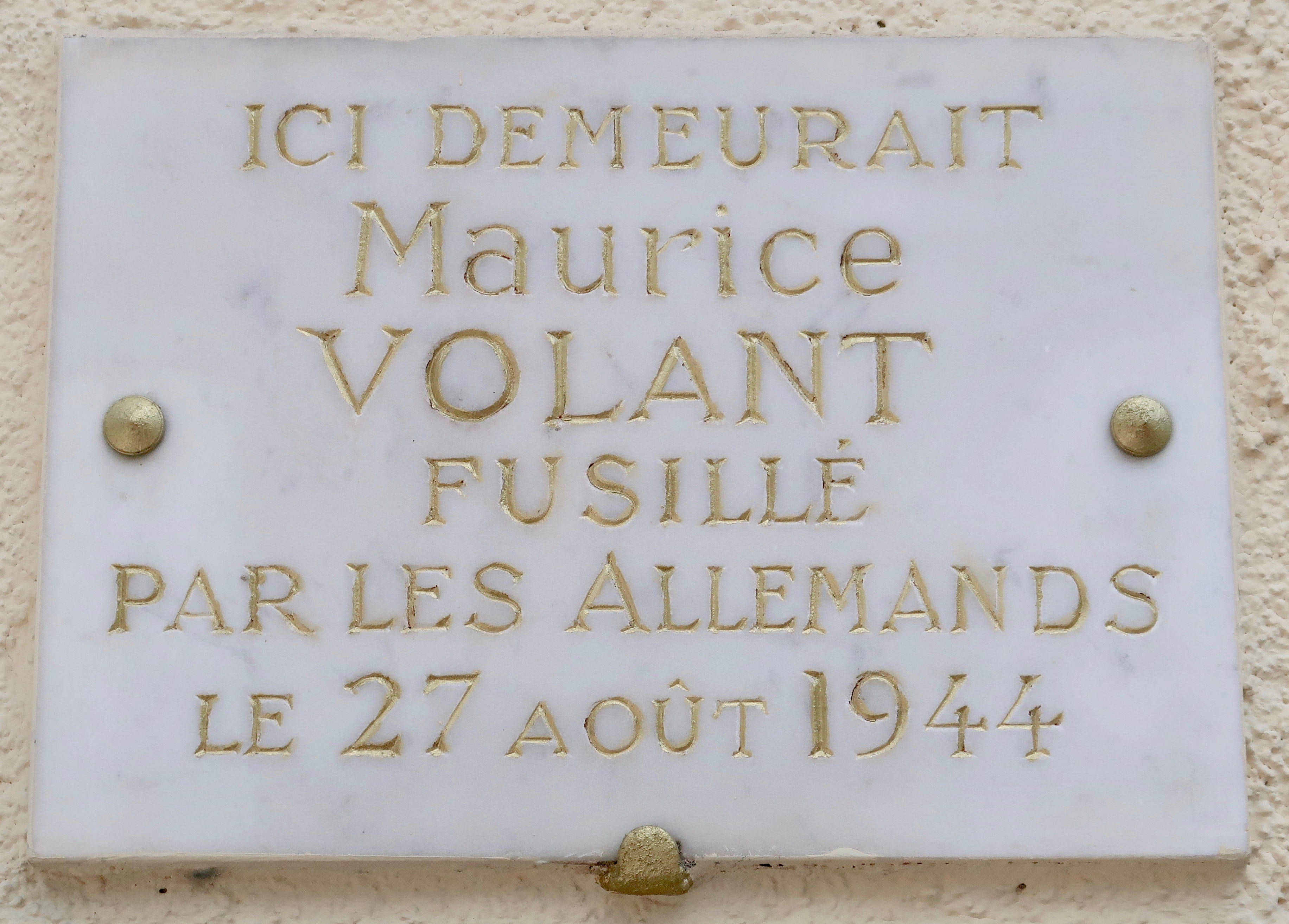
Plaque 4 rue Cartault en hommage à Maurice Volant, fusillé par les Allemands le 27 août 1944.
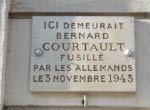
Au 43, rue Paul-Bert, une plaque commémore le résistant Bernard Courtault mort fusillé à 20 ans.

## Politique et administration

### Rattachements administratifs et électoraux
Antérieurement à la loi du 10 juillet 1964, la commune faisait partie du département de la Seine. La réorganisation de la région parisienne en 1964 fit que la commune appartient désormais au département des Hauts-de-Seine et son arrondissement de Nanterre après un transfert administratif effectif au 1er janvier 1968.
Elle faisait partie de 1793 à 1893 du Canton de Courbevoie, année où elle devient le chef-lieu du canton de Puteaux du département de la Seine puis des Hauts-de-Seine. Dans le cadre du redécoupage cantonal de 2014 en France, la commune fait désormais partie du canton de Courbevoie-2.
Puteaux relève du conseil de prud'hommes de Nanterre, de la cour administrative d'appel de Versailles, de la cour d'appel de Versailles, de la cour d'assises des Hauts-de-Seine, du tribunal administratif de Cergy-Pontoise, du tribunal d'instance de Puteaux, du tribunal de commerce de Nanterre, du tribunal de grande instance et du tribunal pour enfants de Nanterre.

### Intercommunalité
Puteaux et Courbevoie ont créé, au 1er janvier 2011, la communauté d'agglomération Seine-Défense.
Dans le cadre de la mise en œuvre de la volonté gouvernementale de favoriser le développement du centre de l'agglomération parisienne comme pôle mondial est créée, le 1er janvier 2016, la métropole du Grand Paris (MGP), dont la commune est membre.
La loi portant nouvelle organisation territoriale de la République du 7 août 2015 prévoit également la création de nouvelles structures administratives regroupant les communes membres de la métropole, constituées d'ensembles de plus de 300 000 habitants, et dotées de nombreuses compétences, les établissements publics territoriaux (EPT).
La commune a donc également été intégrée le 1er janvier 2016 à l'établissement public territorial Paris Ouest La Défense, qui succède à la communauté d'agglomération Seine-Défense.

### Tendances politiques et résultats
La ville est dirigée de 1948 à 1969 par Georges Dardel (SFIO), puis de 1969 à 2004 par Charles Ceccaldi-Raynaud (SFIO puis RPR puis UMP). En 2004, ce dernier démissionne pour raisons de santé. Sa fille, Joëlle Ceccaldi-Raynaud (UMP), première adjointe, est élue à sa place par le conseil municipal. Après avoir été la députée suppléante de Nicolas Sarkozy pour la 6e circonscription des Hauts-de-Seine (Puteaux / Neuilly-sur-Seine), Joëlle Ceccaldi-Raynaud en est devenue la titulaire aux élections législatives de juin 2007.
La gestion de la ville par Charles, puis par Joëlle Ceccaldi-Raynaud est considérée par certains — l'opposition et parfois certaines personnes de leur propre camp politique dans les Hauts-de-Seine — comme autoritaire et clientéliste. Cette critique a régulièrement des échos dans les médias.
En septembre 2005, Charles Ceccaldi-Raynaud annonce son intention de redevenir maire à la place de sa fille, mais celle-ci refuse de démissionner. Ceci donne lieu à plusieurs « accrochages » lors d'un conseil municipal. Charles Ceccaldi-Raynaud se présente sans succès contre sa fille à l'élection municipale de mars 2008 : élu conseiller municipal, il démissionne depuis compte tenu de l'illégalité de la présence simultanée de trois conseillers municipaux en lien de famille direct : Vincent Franchi, fils de Joëlle Ceccaldi-Raynaud et petit-fils de Charles Ceccaldi-Raynaud, est en effet conseiller municipal depuis les élections de 2008.
En mars 2014, Joëlle Ceccaldi-Raynaud est réélue lors des élections municipales. Néanmoins, le 11 mai 2015, le Conseil d'État annule ces élections ainsi que pour les villes de Asnières-sur-Seine et Clichy, deux autres villes du département des Hauts-de-Seine,,. Le 13 mai 2015, le préfet nomme alors une « délégation spéciale » présidée par Gérard Payet. À la suite des élections municipales qui ont suivi, la liste « Union pour Puteaux » conduite par Joëlle Ceccaldi-Raynaud est élue dès le premier tour, le 14 juin 2015, avec 60,77 % des suffrages exprimés.

### Administration municipale
Le nombre d'habitants au dernier recensement étant compris entre 40 000 et 49 999, le nombre de membres du conseil municipal est de 43.

### Liste des maires

L'hôtel de ville.

| Période    | Période                       | Identité                  | Étiquette                       | Qualité |
| ---------- | ----------------------------- | ------------------------- | ------------------------------- | --- |
| août 1944  | août 1944                     | Firmin Aury               |                                 | |
| août 1944  | 1945                          | Henri Buisine             |                                 | |
| 1945       | 1947                          | Jean Nennig               | PCF                             | |
| 1947       | 1948                          | Roger Deniau              | SFIO                            | |
| 1948       | 1969                          | Georges Dardel            | SFIO                            | Homme politique |
| 1969       | 2004                          | Charles Ceccaldi-Raynaud, | SFIO puis PSD puis RPR puis UMP | Avocat sénateur des Hauts-de-Seine (1995 → 2004) député de la sixième circonscription des Hauts-de-Seine (1993 → 1995) vice-président du Conseil régional d'Île-de-France (1976 → 1993) vice-président du Conseil général des Hauts-de-Seine (1973 → 1989 / 2004 → 2011) président de l'EPAD(1987 → 1998) Démissionnaire          |
| avril 2004 | En cours (au 02 juillet 2024) | Joëlle Ceccaldi-Raynaud   | UMP → LR                        | Clerc de notaire, fille du précédent députée des Hauts-de-Seine (6e circ.) (2002 → 2012) présidente de l'EPAD puis EPADESA (2009 → 2014) 1re vice-présidente de Defacto (2009 → ?) Vice-présidente de la CA Seine-Défense (2011 → 2015) Vice-présidente de l'EPT Paris Ouest La Défense (2016 →) Réélue pour le mandat 2020-2026, |

### Jumelages
Au 22 juin 2015, Puteaux est jumelée avec :
- Tower Hamlets (Royaume-Uni) depuis 1956 ;
- Saint-Gilles (Belgique) depuis 1956 ;
- Tilbourg (Pays-Bas) depuis 1956 ;
- Esch-sur-Alzette (Luxembourg) depuis 1960 ;
- Velletri (Italie) depuis 1960 ;
- Mödling (Autriche) depuis 1966 ;
- Zemun (Serbie) depuis 1969 ;
- Offenbach am Main (Allemagne) depuis 1955 ;
- Kati (Mali) depuis 1985 ;
- Braga (Portugal) depuis 1995.

### Établissements publics
Les sièges du Bureau d'enquêtes sur les événements de mer (BEAmer et du Bureau d'enquêtes sur les accidents de transport terrestre (BEA-TT) sont situés dans la tour Voltaire à Puteaux.

### Controverses

#### Affaire de la «fusillade de Puteaux»
En 1971 à Puteaux pendant la campagne municipale, un colleur d'affiches socialiste, Salah Kaced, 31 ans, est tué par un ou des partisans de Charles Ceccaldi-Raynaud, alors maire. Un procès a lieu en 1974, qui fait la une des journaux (Le Figaro, L'Aurore, Le Monde). Comme des employés de la mairie se trouvaient impliqués, Charles Ceccaldi-Raynaud est jugé au civil responsable de la fusillade et est condamné à verser plus de 200 000 francs de dommages et intérêts à la partie civile.
Ce fait divers a inspiré les cinéastes Pierre Granier-Deferre pour son film Adieu poulet (1975) avec Lino Ventura et Patrick Dewaere et André Cayatte pour Il n'y a pas de fumée sans feu (1973) avec Annie Girardot.

#### Affaire MonPuteaux.com
En 2004, la mairie de Puteaux a porté plainte pour diffamation contre Christophe Grébert, un Putéolien auteur d'un blog critique sur la gestion municipale. En mars 2006, après deux ans de procédure, le blogueur a été relaxé par la 17e chambre du tribunal correctionnel de Paris, qui juge les affaires de presse. La mairie a fait appel et un nouveau procès a eu lieu le 25 avril 2007 devant la 11e chambre de la cour d'appel de Paris. L'arrêt du 6 juin 2007 a confirmé la relaxe en se fondant sur la bonne foi du blogueur. Cette affaire a été très commentée sur la blogosphère, ainsi que par les médias traditionnels, popularisant en France le phénomène des blogs locaux ou blogs dits citoyens.
En septembre 2006, Joëlle Ceccaldi-Raynaud et Charles Ceccaldi-Raynaud ont par ailleurs été condamnés par la 14e chambre correctionnelle du tribunal de Nanterre pour diffamation contre Christophe Grébert, pour avoir insinué sur le site officiel de la municipalité que le blogueur avait des « penchants pédophiles ». Joëlle et Charles Ceccaldi-Raynaud devront payer chacun 2 500 euros d'amende et solidairement 3 000 euros de dommages et intérêts au blogueur. Ils ont par ailleurs été condamnés à faire paraître un communiqué judiciaire sur le site municipal, ainsi que dans Le Parisien. Cette condamnation a été confirmée par un arrêt de la cour d'appel de Versailles, le 26 avril 2007. Enfin, le 26 mars 2008, la Cour de Cassation a rejeté le pourvoi de Charles et Joëlle Ceccaldi-Raynaud.

## Population et société

### Démographie

#### Évolution démographique
L'évolution du nombre d'habitants est connue à travers les recensements de la population effectués dans la commune depuis 1793. Pour les communes de plus de 10 000 habitants les recensements ont lieu chaque année à la suite d'une enquête par sondage auprès d'un échantillon d'adresses représentant 8 % de leurs logements, contrairement aux autres communes qui ont un recensement réel tous les cinq ans,.

En 2022, la commune comptait 44 198 habitants, en évolution de −1,04 % par rapport à 2016 (Hauts-de-Seine : +2,75 %, France hors Mayotte : +2,11 %).
| 1793  | 1800  | 1806  | 1821  | 1831  | 1836  | 1841  | 1846  | 1851  |
| ----- | ----- | ----- | ----- | ----- | ----- | ----- | ----- | ----- |
| 1 130 | 1 140 | 1 240 | 1 256 | 2 018 | 2 704 | 2 916 | 3 959 | 4 346 |

| 1856  | 1861  | 1866  | 1872  | 1876   | 1881   | 1886   | 1891   | 1896   |
| ----- | ----- | ----- | ----- | ------ | ------ | ------ | ------ | ------ |
| 5 403 | 7 613 | 9 428 | 9 594 | 12 181 | 15 586 | 15 736 | 17 646 | 19 965 |

| 1901   | 1906   | 1911   | 1921   | 1926   | 1931   | 1936   | 1946   | 1954   |
| ------ | ------ | ------ | ------ | ------ | ------ | ------ | ------ | ------ |
| 24 341 | 29 131 | 32 223 | 33 503 | 37 958 | 38 233 | 43 829 | 37 369 | 41 097 |

| 1962   | 1968   | 1975   | 1982   | 1990   | 1999   | 2006   | 2011   | 2016   |
| ------ | ------ | ------ | ------ | ------ | ------ | ------ | ------ | ------ |
| 39 640 | 37 946 | 35 514 | 36 117 | 42 756 | 40 780 | 42 981 | 44 683 | 44 662 |

| 2021   | 2022   | - | - | - | - | - | - | - |
| ------ | ------ | - | - | - | - | - | - | - |
| 43 672 | 44 198 | - | - | - | - | - | - | - |

#### Pyramide des âges
En 2018, le taux de personnes d'un âge inférieur à 30 ans s'élève à 38,3 %, soit en dessous de la moyenne départementale (38,4 %). De même, le taux de personnes d'âge supérieur à 60 ans est de 17,5 % la même année, alors qu'il est de 20,0 % au niveau départemental.
En 2018, la commune comptait 21 413 hommes pour 23 424 femmes, soit un taux de 52,24 % de femmes, légèrement inférieur au taux départemental (52,41 %).
Les pyramides des âges de la commune et du département s'établissent comme suit.
| Hommes | Classe d’âge | Femmes |
| ------ | ------------ | ------ |
| 0,3    | 90 ou +      | 1,2    |
| 4,5    | 75-89 ans    | 5,4    |
| 10,9   | 60-74 ans    | 12,6   |
| 19,1   | 45-59 ans    | 18,6   |
| 26,0   | 30-44 ans    | 24,8   |
| 20,7   | 15-29 ans    | 19,9   |
| 18,5   | 0-14 ans     | 17,6   |

| Hommes | Classe d’âge | Femmes |
| ------ | ------------ | ------ |
| 0,6    | 90 ou +      | 1,6    |
| 5,2    | 75-89 ans    | 7,2    |
| 12,1   | 60-74 ans    | 13,5   |
| 19,3   | 45-59 ans    | 19,4   |
| 22,6   | 30-44 ans    | 21,9   |
| 20,2   | 15-29 ans    | 18,9   |
| 19,9   | 0-14 ans     | 17,4   |

### Enseignement
Puteaux est située dans l'académie de Versailles.

#### Établissements scolaires
La ville administre dix écoles maternelles, sept écoles élémentaires et dispose d'un établissement privé (école maternelle et école élémentaire).
Le département gère deux collèges : « Les Bouvets » et « Maréchal-Leclerc » ; Le bâtiment de ce dernier collège a été édifié en 2001, en remplacement du collège Anatole-France autrefois situé dans le même quartier dans le bas de Puteaux, et la région Île-de-France deux lycées : le lycée Agora et le lycée professionnel Vollin (dont le nom est celui du maire durant la période 1912-1925).
Le lycée Agora, situé dans le bas de Puteaux, est connu pour avoir un des faibles taux de réussite au bac de France et classé plusieurs fois dernier des Hauts-de-Seine. Cependant ce taux est depuis trois ans en constante augmentation, ce qui est encourageant pour ce lycée à difficultés sociales,.

### Manifestations culturelles et festivités

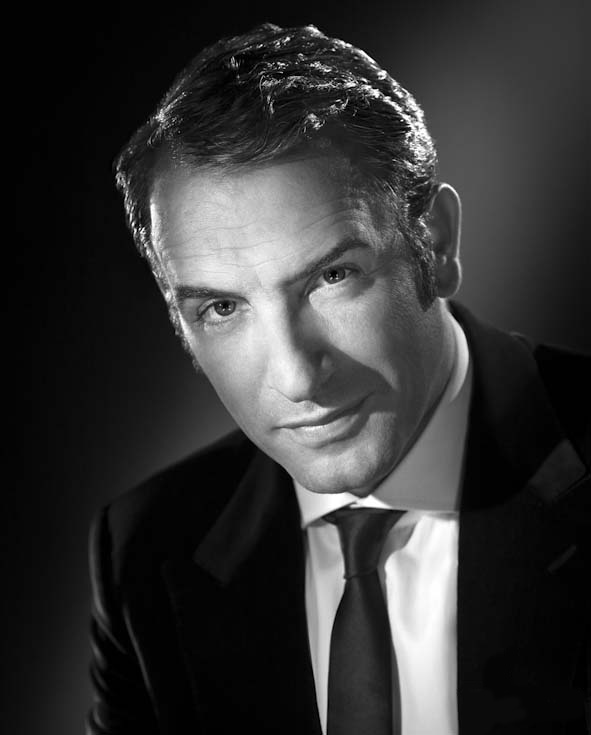
Jean Dujardin qui a joué dans OSS 117 : Le Caire, nid d'espions tourné dans les salons de l'hôtel de ville.

Forte de ses cinquante tournages en à peine quarante ans, Puteaux est apprécié de nombreux cinéastes.[réf. souhaitée]

### Santé

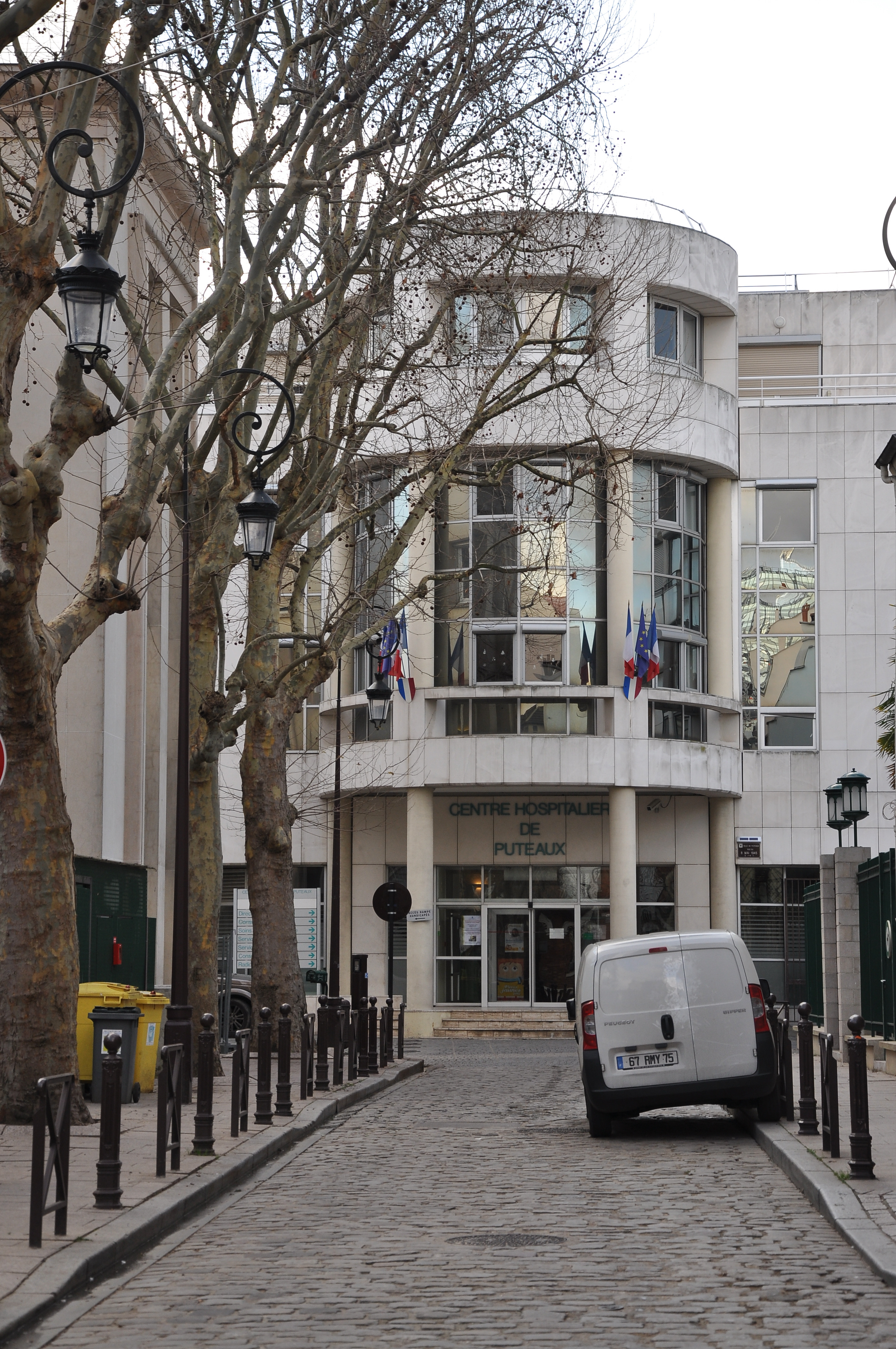
Hôpital communal de Puteaux.

Le centre hospitalier de Puteaux dispose de cent lits. Il est équipé de scanner, et propose les consultations externes en radiologie, échographie et Doppler. L'hôpital de Puteaux possède un service de soins palliatifs à la pointe en matière de traitement de la douleur et d'accompagnement de fin de vie.

### Sports
Le club sportif municipal de Puteaux est un club omnisports.

#### Rugby à XV
La section du CSM Puteaux, créée en 1955 puis devenue Puteaux rugby XV en 2003, a été :
- vice-champion de France de 3e série en 2007 ;
- champion Île-de-France Honneur en 1994 ;
- vice champion de France Honneur en 1973 ;
- champion Île-de-France Honneur en 1973.

#### Boxe thaï
- Puteaux Scorp Thaï

### Cultes
Les Putéoliens disposent de lieux de culte catholique, évangélique, israélite et musulman.

#### Culte catholique
Depuis janvier 2010, la commune de Puteaux fait partie du doyenné de la Boucle-Nord, l'un des neuf doyennés du diocèse de Nanterre.
Au sein de ce doyenné, les cinq lieux de culte catholique sont la « maison d'église » Notre-Dame-de-Pentecôte et les quatre lieux de culte qui relèvent de la paroisse de Puteaux, : l'église Notre-Dame-de-Pitié, la chapelle L’Œuvre-du-Sacré-Cœur, l'église Notre-Dame-du-Perpétuel-Secours et l'église Sainte-Mathilde.

#### Culte évangélique
Depuis les années 1970, l'Église évangélique de Puteaux-La Défense, est une église pentecôtiste appartenant au mouvement des Assemblées de Dieu de France.

#### Culte israélite
L'association cultuelle et culturelle israélite de Puteaux administre la synagogue Beth Aaron[réf. nécessaire].

#### Culte musulman
L'association solidarité islamique de Puteaux administre la mosquée Er-Rahma.

## Économie

### Revenus de la population et fiscalité
En 2010, le revenu fiscal médian par ménage était de 35 215 €, ce qui plaçait Puteaux au 6 340e rang parmi les 31 525 communes de plus de 39 ménages en métropole.

### Entreprises et commerces
La ville de Puteaux a un long passé industriel, en particulier dans les domaines de l'automobile (De Dion-Bouton, mais aussi Unic, Saurer et Daimler-Benz), de l'aéronautique (Zodiac Aerospace), de l'armement (les Ateliers de Puteaux étaient désignés par les initiales APX), de la radio (Sonora-Radio), des encres (Charles Lorilleux), des parfums (Coty), etc.
Mais la ville s'est aujourd'hui reconvertie et son économie dépend essentiellement du secteur des services, en particulier avec le quartier d'affaires de La Défense situé pour les deux tiers sur le territoire de la commune. Aux bureaux (dont un nombre important de sièges sociaux) s'ajoute notamment l'activité commerciale générée par Les Quatre Temps et par les commerces du CNIT, tous deux situés sur le territoire de Puteaux.
Cette activité, et les rentrées de taxe professionnelle qu'elle suscite (la taxe professionnelle provenant des entreprises du quartier d'affaires de La Défense et situées sur le territoire communal lui rapporte une trentaine de millions d'euros par an), contribuent à faire de Puteaux une des communes les plus riches de France en termes de budget municipal rapporté au nombre d'habitants : le budget de la ville prévu pour 2008 s'élève à 155 millions d'euros (budget de fonctionnement) pour seulement 42 000 habitants. En cela, la situation de la commune est proche de celle d'autres communes telles que Courbevoie, Gennevilliers, Roissy-en-France ou Rungis qui perçoivent également d'importantes rentrées de taxe professionnelle. Cette manne a permis à la ville de ne pas s'endetter, et même de constituer des réserves dont le montant est estimé à plus de 100 millions d'euros (elles avaient même atteint jusqu'à 228 millions d'euros). Faisant partie des 83 communes les plus favorisées fiscalement de la Région, la commune contribue au FSRIF (le Fonds de solidarité de la région Ile-de-France), créé en 1991. En 2007, ces communes ont versé 185 millions d'euros aux 147 communes dont le niveau de vie de la population est le plus faible. Puteaux a versé 17 millions. À titre de comparaison, Paris a versé 103 millions d'euros et Courbevoie 14 millions.

## Culture locale et patrimoine
Gravé dans « le marbre », on trouve au-dessus de l'entrée principale de la mairie la formule suivante : « La ville de PUTEAUX, sous l'égide des vertus républicaines favorise l'essor du travail, des sciences, des lettres et des arts ». C'est dans cette optique qu'elle honore ses artistes.

### Lieux et monuments
La commune comprend de nombreux monuments répertoriés à l'inventaire général du patrimoine culturel de la France.
L'église Notre-Dame-de-Pitié est classée monument historique par arrêté du 2 avril 1975.
Le cimetière ancien se trouve 40, rue des Bas-Rogers et le nouveau cimetière 467, boulevard Aimé-Césaire à Nanterre, sur un terrain concédé par cette commune.

### Puteaux et les arts

#### Théâtre et opéra

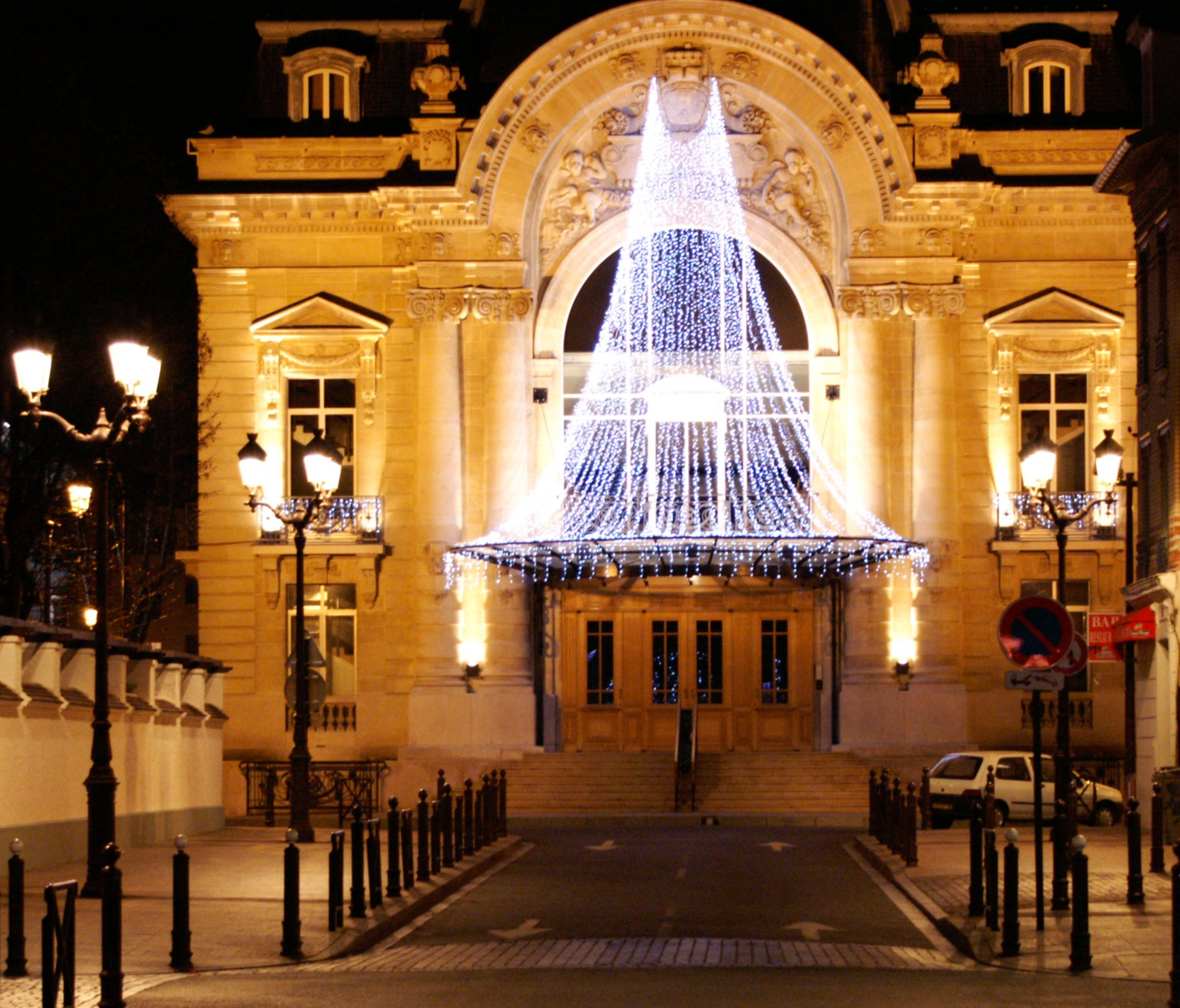
Théâtre des Hauts-de-Seine, rue Henri-Martin.

C'est à Puteaux qu'en 1835 Vincenzo Bellini composa son dernier chef-d’œuvre, I puritani, qui était d'autre part l'opéra favori de la future reine Victoria.

#### Cinéma
En 1895 est construite 3 bis rue Gerhard une salle de spectacle, qui prend le nom de « Casino ». Dès le début du XXe siècle, des séances de cinéma y ont lieu : les premières auraient commencé en 1905 (ce qui en ferait un des plus anciens cinémas du monde) et les dernières dans les années 1960. Occupé par la suite par une entreprise, il revient propriété de la mairie à la fin des années 2010 pour être réhabilité afin d'agrandir l'école maternelle Parmentier, qui la jouxte. Le bâtiment n'est pas classé monument historique.
De nombreuses scènes de film ont été tournées à Puteaux (liste détaillée).

#### Espaces verts

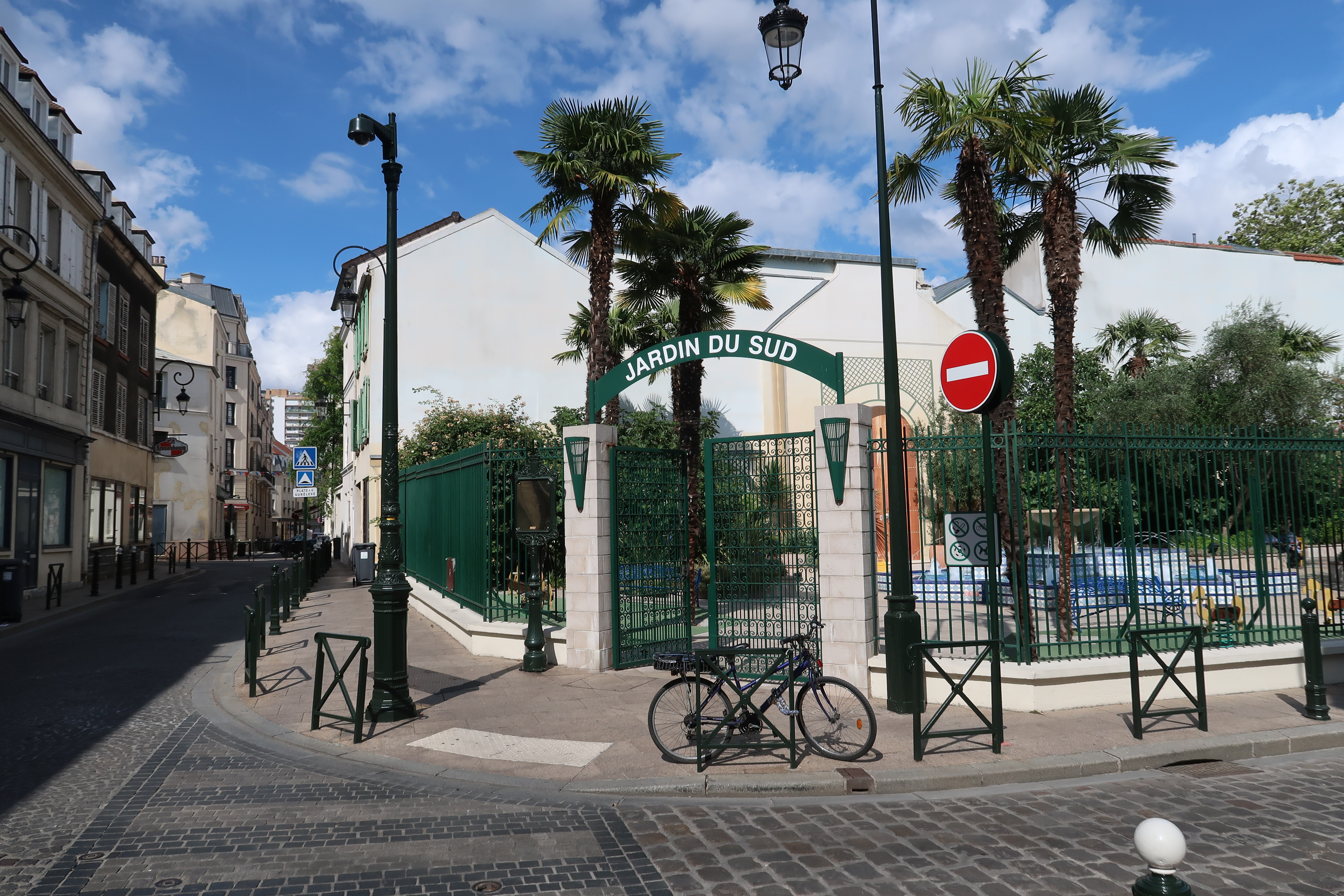
Jardin du sud.
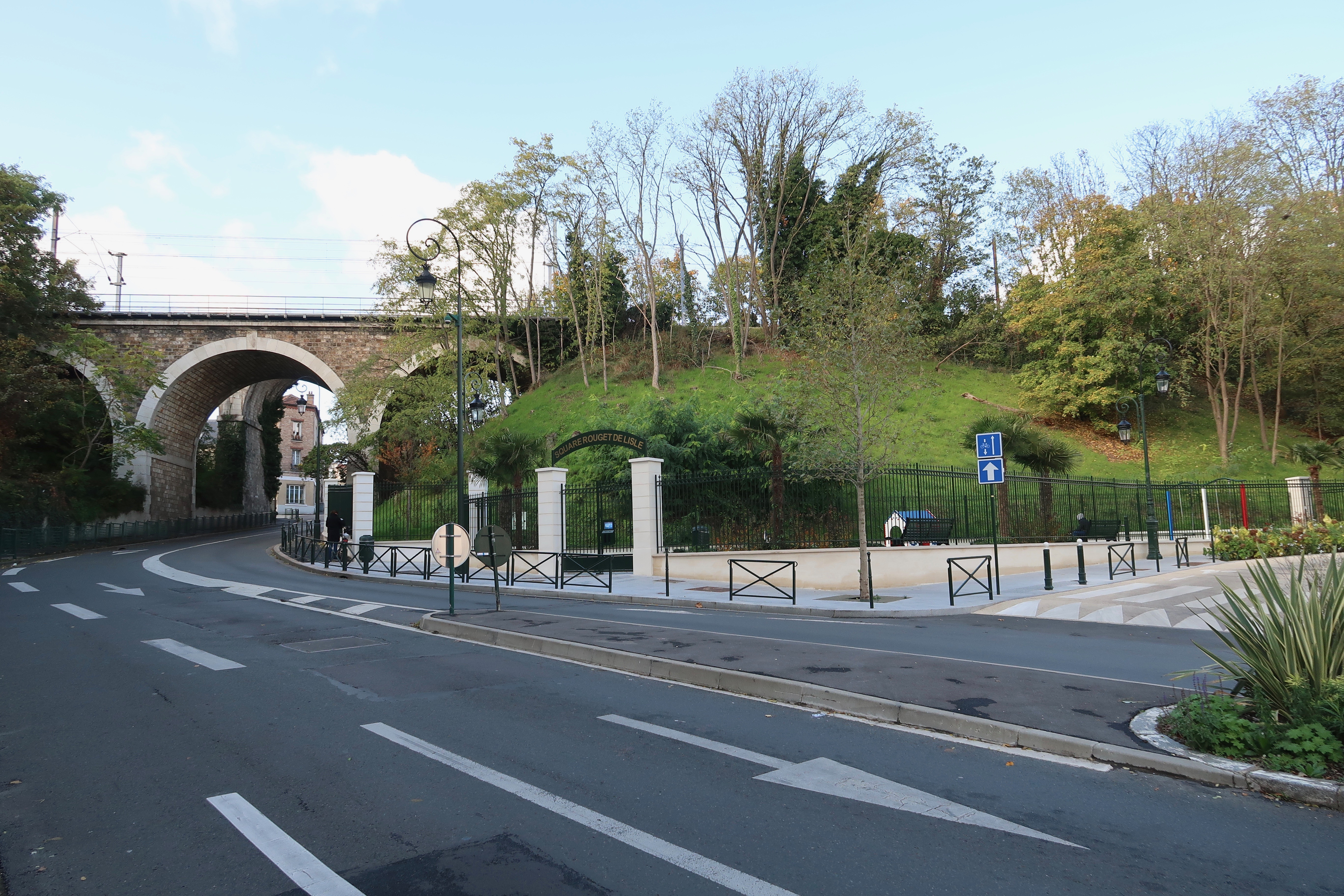
Square Rouget-de-Lisle et viaduc des Bas-Rogers, à la limite avec Suresnes.

#### Peinture
Puteaux a servi de modèle dans un tableau de Maurice de Vlaminck de 1915.

### Personnalités liées à la commune
- Yannick Alléno (1968), grand chef cuisinier triplement étoilé au Guide Michelin depuis 2007, né à Puteaux.
- Arletty (1898-1992), actrice et chanteuse, a vécu dans son enfance au 5-7, rue de Paris (aujourd’hui rue Jean-Jaurès), puis au 55 et 33, quai National (devenu quai De Dion-Bouton)[84] et y a effectué une partie de sa scolarité, à l'institution Martinois.
- Chimène Badi (1982), chanteuse, a vécu rue de la République.
- Nathalie Baye (1948), actrice, a vécu rue Saulnier.
- Vincenzo Bellini (1801-1835), compositeur italien de musique romantique, mort à Puteaux.
- Jean Barraqué (1928-1973), compositeur né à Puteaux.
- Jean-Claude Bobin (1943-2021) peintre né à Puteaux ; a peint de nombreux tableaux de Puteaux.
- Alexandre Brasseur (1971), acteur, habite Puteaux.
- Gérard Cousin (1961-2005), animateur de radio, né à Puteaux.
- Jean Davy (1911-2001), comédien, né à Puteaux.
- Michel Delpech (1946-2016) chanteur, y est mort.
- Garra Dembélé (1986), footballeur professionnel, a vécu à Puteaux, a été scolarisé à l'école primaire Marius-Jacotot mais également apprenti footballeur à l'INF avec la promotion 1986-1987 qui sera médiatisée au début des années 2000 par le programme de Canal+ À la Clairefontaine.
- Emmanuelle Devos (1964), actrice, née à Puteaux.
- Jean Dubois, membre de la bande à Bonnot a été employé aux usines De Dion-Bouton et Darracq.
- Jean Ducret (1887-1975), international de football.
- André Durst (1895-1983), dessinateur, musicien et scénariste de bandes dessinées français, fils du suivant.
- Auguste Durst (1842-1930), artiste peintre né et mort à Puteaux.
- Nicolas Fillon (1986), athlète spécialiste du 400 m, habite à Puteaux.
- Gustave Guillaumet (1840-1887), peintre orientaliste, né à Puteaux.
- Helenio Herrera (1910-1997), footballeur, a entraîné le club de Puteaux en 1944-1945.
- Félix Stanislas Jasinski (1862-1901), graveur polonais, mort à Puteaux.
- Gérard Jugnot (1951), acteur, réalisateur, scénariste et producteur. Il est venu habiter la commune avec ses parents à neuf ans.
- František Kupka (1871-1957), peintre tchèque, mort à Puteaux.
- Georges Legagneux (1882-1914), pionnier de l'aviation, y est né.
- Stéphane Le Garrec (1969-), footballeur professionnel, est né à Puteaux.
- Léon Levavasseur (1863-1922), pionnier de l'aviation et des canots de course à moteur, mort à Puteaux.
- Charles Lorilleux (1827-1893), industriel, ancien maire de Puteaux.
- Louis Michaud (1912-1991), homme politique, né à Puteaux.
- Georges Milton (1886-1970), chanteur et acteur, né 32, rue Arago.
- Isabelle Morini-Bosc (1956), journaliste, habite Puteaux.
- Alain Mosconi (1949-), nageur, médaillé olympique et recordman du monde, né à Puteaux.

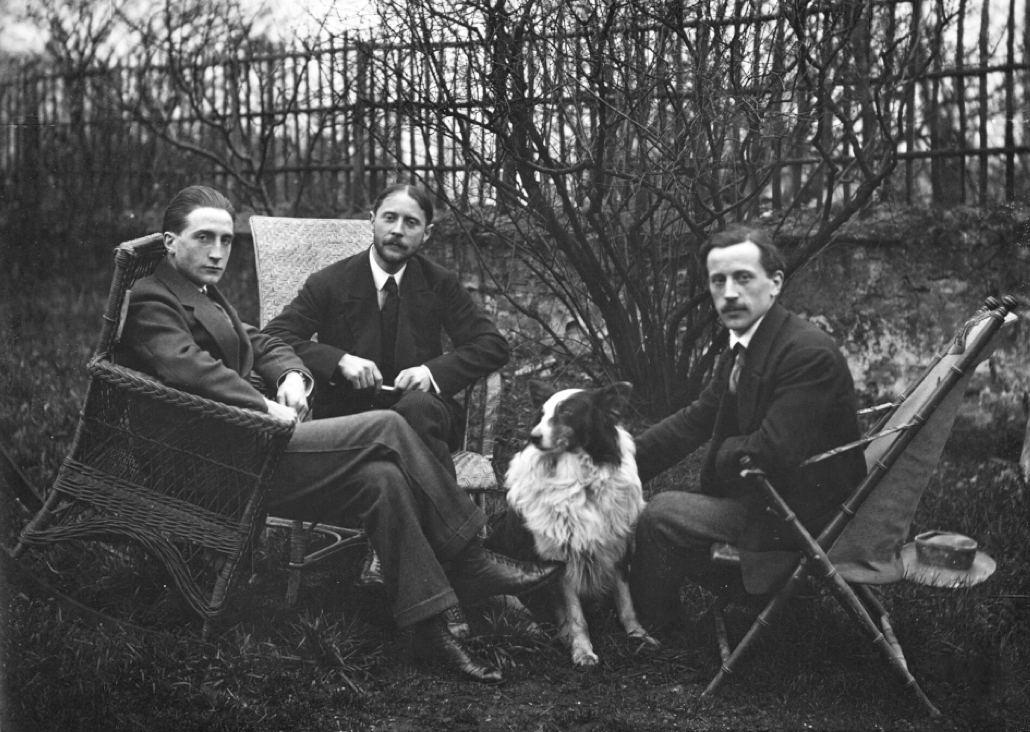
Jacques Villon, dans le jardin de son domicile et atelier de Puteaux (vers 1913), photographié avec ses deux frères Marcel Duchamp et Raymond Duchamp-Villon.

- Alexandre Raineau (1986), footballeur professionnel, a vécu rue Bernard-Palissy, a été scolarisé à l'école maternelle de l'ancien couvent, à l'école primaire Marius-Jacotot et au collège Les Bouvets mais également apprenti footballeur à l'INF avec la promotion 1986-1987, médiatisée au début des années 2000 par le programme de Canal+ À la Clairefontaine.
- Henri Sannier (1947), journaliste et animateur de télévision, né à Puteaux.
- Norbert Tarayre (1982), chef cuisinier, possède le restaurant Saperlipopette ! à Puteaux.
- Jan Vakowskaï (1932-2006), artiste peintre, a vécu à Puteaux et y est mort.
- Connu sous le pseudonyme Jacques Villon, Gaston Émile Duchamp (1875-1963), peintre, dessinateur et graveur, ayant longtemps vécu et travaillé à Puteaux, est mort dans la commune. Un groupe de peintres, poètes et mathématiciens constitué vers 1911 à l’occasion de réunions régulières, qui entre autres lieux étaient organisées chez les Duchamp, est passé à la postérité pour cette dernière raison en tant que groupe de Puteaux (il est aussi connu sous l'appellation Section d'or).
- Maurice Schilles (1888-1957), coureur cycliste, champion olympique en tandem en 1908, est né à Puteaux.

### Héraldique, logotype et devise
| Armes de Puteaux | Elles peuvent se blasonner ainsi aujourd'hui : D'azur à trois fleurs de lis d'or, à l'écusson de gueules en abîme chargé de trois besants d'argent |

## Pour approfondir